# Nieuwe Kleine Beltbrug
De Nieuwe Kleine Beltbrug (Deens: Den Nye Lillebæltsbro) is een autosbrug bij Middelfart in Denemarken. Deze brug verbindt Jutland – het vasteland van Denemarken – via de E20 met het eiland Funen. De brug overspant de Snævringen, het smalle en bochtige deel van de Kleine Belt. 
De Nieuwe Kleine Beltbrug is naar een ontwerp van Orla Mølgaard-Nielsen gebouwd tussen 1965 en 1970 en werd op 21 oktober 1970 geopend. De brug verving de Oude Kleine Beltbrug als hoofdroute voor het doorgaand autoverkeer. Deze oudere en smallere brug uit 1935, die 2½ kilometer westelijker ligt was veel te smal voor de eisen van de tijd, maar wordt nog wel gebruikt door regionaal verkeer. Ook treinen en fietsen moeten deze brug gebruiken om de Kleine Belt over te steken.
Het water is hier een kilometer breed en de brug is 1 700 meter lang, met een vrije overspanning van 600 meter. De breedte van 33,3 meter biedt anno 2024 ruimte aan 2×3 rijstroken en voor beide richtingen een vluchtstrook.
Net ten noorden van de brug ligt knooppunt Fredericia, waar de Østjyske Motorvej, de Oost-Jutland-snelweg, vanuit het noorden samenkomt met de westelijke E20. Bezuiden de brug, bij knooppunt Middelfart, krijgt de weg de benaming Fynske Motorvej, Funense snelweg; dit tracé volgt verder de E20 naar het zuidoosten, richting Odense.

## Galerij

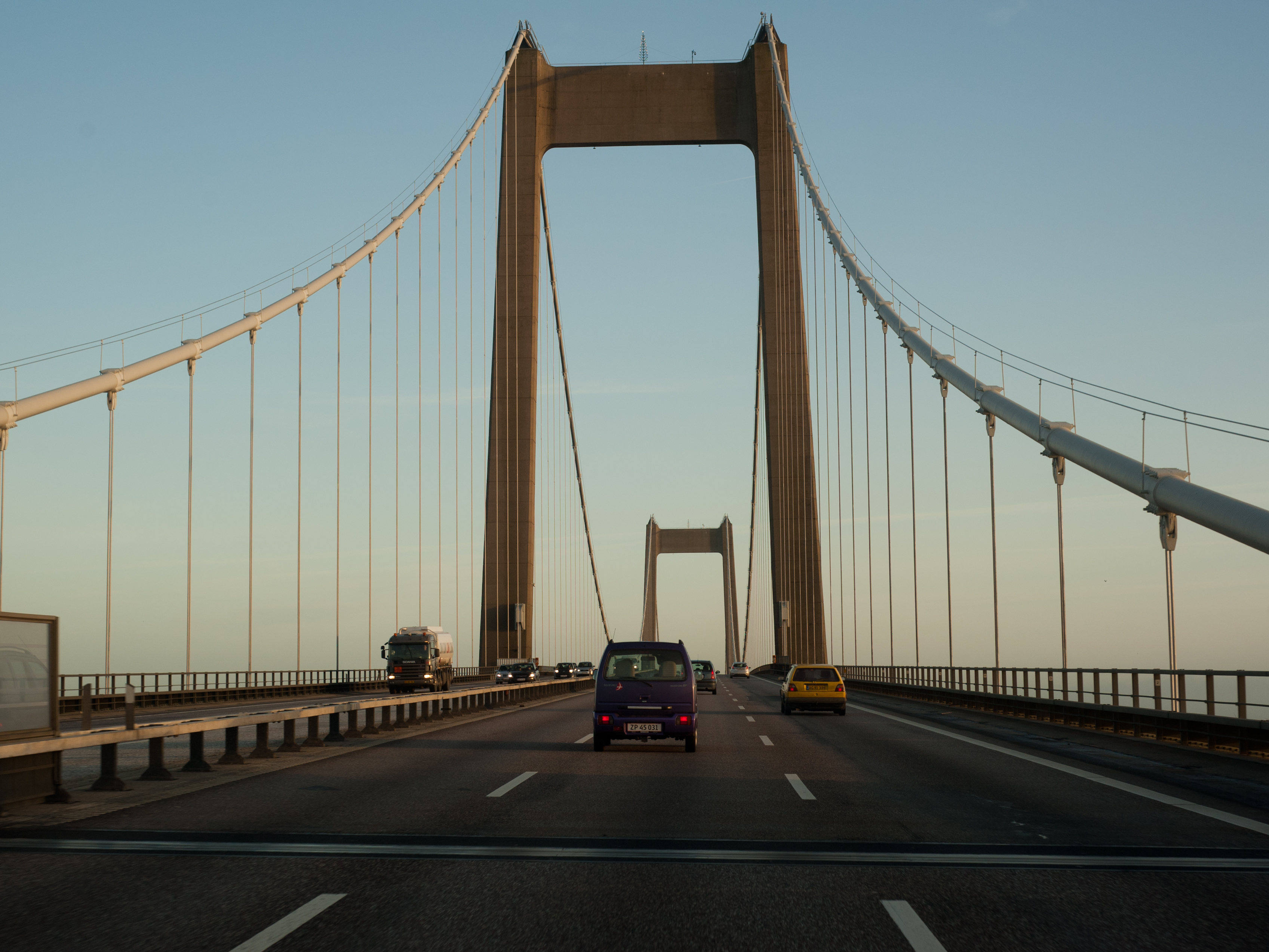
2011: de E20
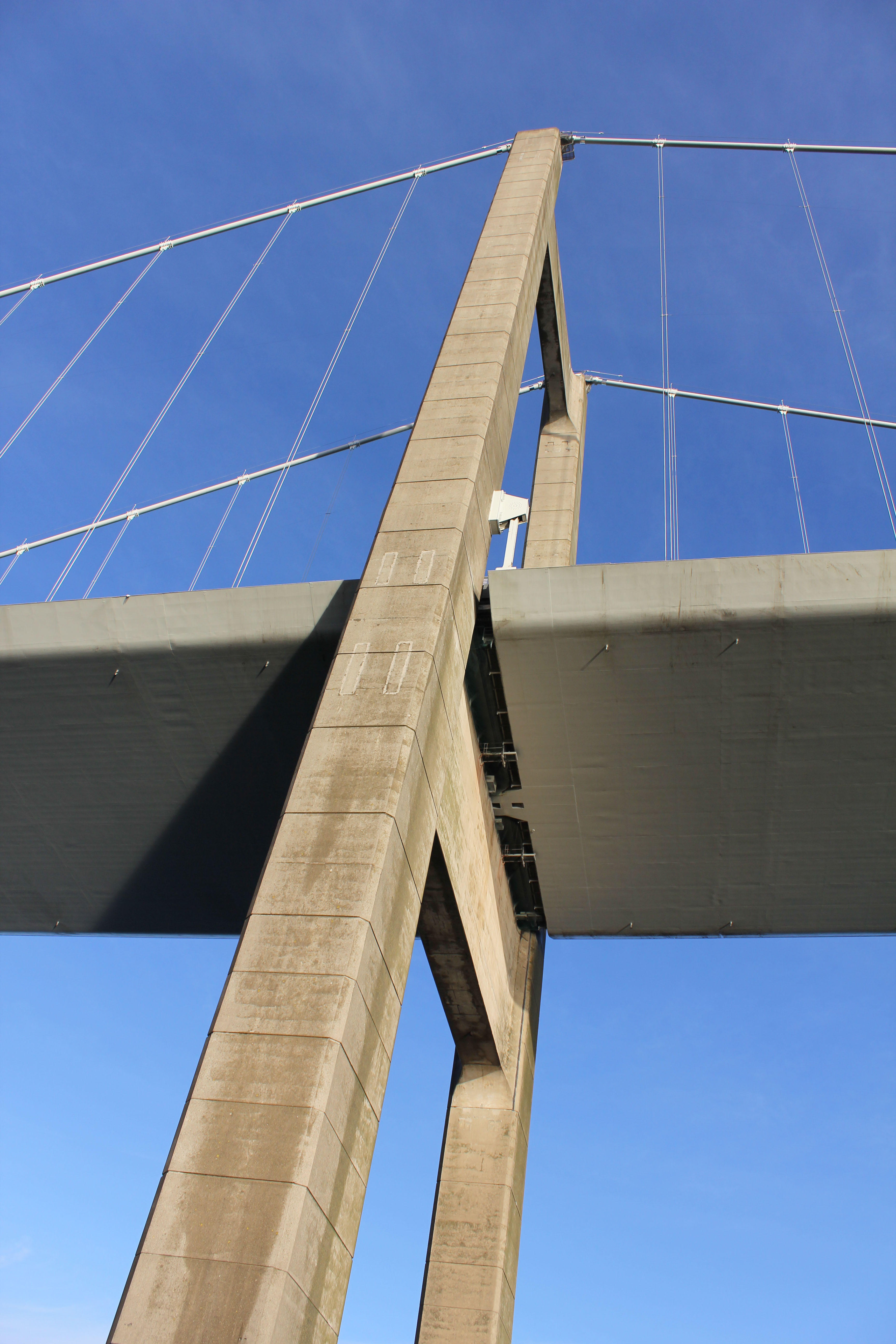
2011: de westelijke pyloon
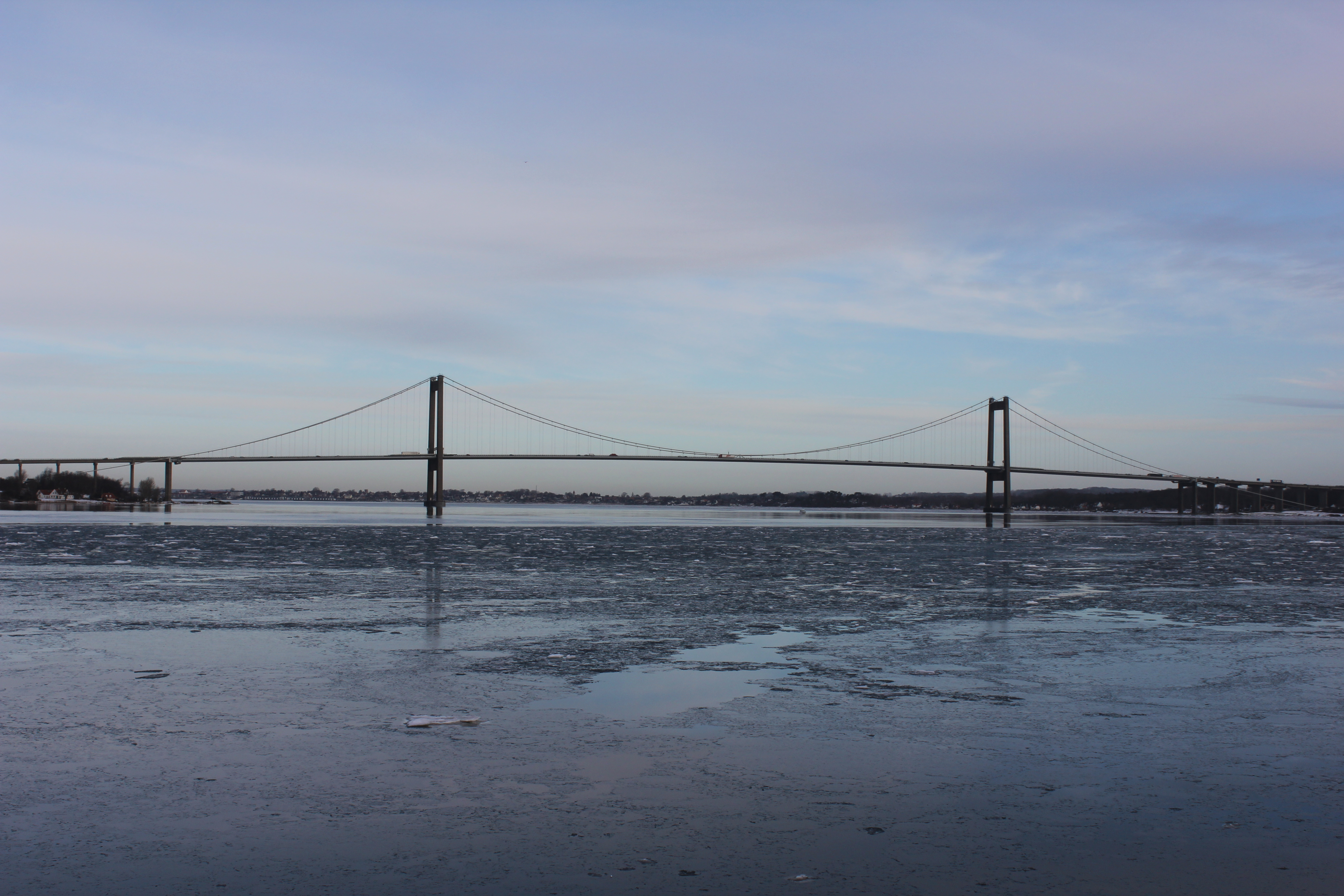
Januari 2011: vanuit het westen, met wat drijfijs op de voorgrond